# Siqi Song
Siqi Song (nacida en 1989, 宋思琪) es una directora y animadora china.
En enero de 2020 recibió una nominación al Oscar en la categoría Mejor Cortometraje de Animación por su cortometraje estudiantil Sister.

## Primeros años y educación
Song se graduó de la Academia Central de Bellas Artes en 2013 y del Instituto de las Artes de California en 2016 con una Maestría en Animación Experimental. Tiene su sede en Los Ángeles.

## Carrera
Sus películas animadas han sido seleccionadas en muchos festivales y ceremonias de premios en todo el mundo, incluidos Sundance, SXSW y BAFTA. Su corto animado más reciente, Sister, fue nominado a los Premios Annie 2018. En enero de 2020, Sister fue nominada al Premio de la Academia al Mejor Cortometraje de Animación.

## Filmografía
| Año  | Título    | Cargo                 | Nota                    |
| ---- | --------- | --------------------- | ----------------------- |
| 2012 | Encounter | Guionista y directora | Cortometraje            |
| 2014 | Food      | Guionista y directora | Cortometraje documental |
| 2018 | Sister    | Guionista y directora | Cortometraje            |
| 2019 | The Coin  | Guionista y directora | Cortometraje            |